# La nave bianca
La nave bianca è un film italiano del 1941 diretto da Roberto Rossellini con la supervisione di Francesco De Robertis. Esordio alla regia di Rossellini, è la prima parte di una "trilogia della guerra fascista" che continua con Un pilota ritorna (1942) e L'uomo dalla croce (1943).

## Trama
Durante la seconda guerra mondiale, i marinai imbarcati su una nave da battaglia della Regia Marina Italiana, intrattengono una fitta corrispondenza epistolare con le madrine di guerra. Il marò fuochista Augusto Basso scambia le sue lettere con Elena Fondi, una maestrina di scuola elementare.
Elena ha diviso in due pezzi una medaglietta, metà l'ha tenuta lei e metà l'ha inviata ad Augusto. I due si danno appuntamento alla stazione ferroviaria di Taranto, ma quando Augusto sta per sbarcare, la nave salpa improvvisamente per prendere parte ai combattimenti di Punta Stilo e di Capo Teulada.
Durante i combattimenti, molti marinai vengono feriti tra cui lo stesso Basso che deve subire un intervento chirurgico. Caricato sull'idrovolante sanitario viene trasferito sulla nave ospedale Arno e affidato alle cure delle Infermiere del Corpo Volontario. Tra queste vi è anche Elena.
Elena riconosce Augusto attraverso la medaglietta, ma decide di non svelare la sua identità. Tutti i feriti sono preoccupati per la sorte della loro nave che ancora non ha fatto ritorno in porto. Elena si fa dettare da Augusto una lettera indirizzata a se stessa e gli scrive una lettera di risposta. Dopo avergliela letta Augusto si accorge della medaglietta indossata da Elena e la riconosce.
La nave rientra finalmente in porto, tutti i compagni di Augusto escono sul ponte per salutarla mentre lui è ancora immobilizzato a letto. Con l'aiuto di Elena che lo abbraccia e lo solleva riesce anche lui a vedere il passaggio della nave attraverso l'oblò.

## Produzione
Prodotto da Cesare Girosi (anche aiuto regista) per il Centro Cinematografico della Marina, il film è stato distribuito dalla Scalera Film. La supervisione del progetto è di Francesco De Robertis (già regista di Uomini sul fondo, di ambientazione analoga), anche sceneggiatore insieme a Rossellini.
Il supporto del Ministero ha reso possibili le riprese in ambientazioni reali, invece che in ambienti ricostruiti in studio. Gran parte del film è stata girata sulla nave ospedaliera Arno e su una nave da guerra. Il cast è interamente composto da attori non professionisti, molti dei quali membri dell'equipaggio della nave ospedaliera.

## Distribuzione
Dopo la presentazione al Festival di Venezia del 1941, La nave bianca è uscito nelle sale italiane il 14 settembre 1941. In Francia è uscito nel 1943 con il titolo Le navire blanc. Dopo la fine della guerra è stato concesso il nulla osta per l'esportazione. Nei paesi di lingua inglese il film è noto con il titolo The White Ship.